# Arnold Cooke
Arnold Cooke (* 4. November 1906 in Gomersal/Yorkshire; † 13. August 2005 in Five Oak Green/Kent) war ein englischer Komponist.

## Leben und Wirken
Cooke studierte zunächst in Cambridge bei Cyril Rootham und von 1929 bis 1932 in Berlin bei Paul Hindemith. Ab 1933 war er Professor für Musiktheorie und Komposition an der Royal Manchester School of Music, ab 1947 am Trinity College of Music in London.
Neben zwei Opern, einem Ballett, sechs Sinfonien, einem Klavier-, einem Flöten-, einem Oboen-, zwei Klarinetten- und einem Violinkonzert schrieb er mehr als einhundertfünfzig kammermusikalische Werke und Lieder.
Cooke war Vertreter eines neubarocken Stils. 1975 erhielt er durch die Royal Philharmonic Society in London die Auftragsarbeit für seine Sinfonie Nr. 4.